# Cá căng cát
Cá căng cát (Danh pháp khoa học: Terapon jarbua), hay cá ong, là loài cá thuộc thuộc họ Cá căng (Terapontidae) trong bộ Cá vược (Perciformes) phân bố tại các vùng biển Ấn Độ Dương. Đây là loài cá có thể sống được cả môi trường nước ngọt và nước lợ.

## Đặc điểm
Đây là loài cá chỉ có trong thiên nhiên và là loài cá biển nhưng cá căng là loài cá có thể vừa sống ở cửa sông nước lợ, vừa sống ven bờ biển, cá sống ở những vùng đầm phá với nguồn nước lợ có sự hoà trộn giữa nước biển và nước sông, cá là đặc sản của vùng phá Tam Giang ở Miền Trung Việt Nam. Loài cá ong này kì lạ ở chỗ là cứ biển động, sóng lớn thì cá căn dễ cắn câu hơn những lúc biển yên ả bình thường. Do đó ở Việt Nam vào thời điểm này, chỉ cần vài tay lưới đã có thể bắt được hàng chục con chừng 2 - 3 ngón tay ở cửa sông. Nếu câu ngoài biển cũng có thể vớt được loại to hơn lên đến nửa ký.
Cá ong có thân hình dẹp tương tự như cá rô đồng nhưng mình trắng, có hai sọc đen chạy dọc trên thân. Cá ong có thân hình nhỏ cỡ bằng 4 ngón tay người lớn, dài chừng 20 cm, con to có trọng lượng gần nửa ký. Thông thường, ở cửa sông đa số chỉ có cá căn loại nhỏ cỡ hai ngón tay, ngoài bờ biển có những con cá ong cỡ nửa ký. Bên trong lớp vảy nhỏ có màu nâu xanh là lớp thịt trắng dày hai bên xương sống. Ngon nhất là chỗ thịt ở phần lườn và đầu, ăn chỗ này thì có cảm giác béo ngậy. Đặc biệt thịt cá dai, ăn ngọt, nhất là những con cá cỡ lớn lại càng thơm béo.
Thịt cá ong được nhiều người đánh giá là ngon hơn rất nhiều so với các loại cá khác. Thịt cá ong ngon ngọt, chắc dai mà không mềm bở như cá sông, cũng không gây dị ứng như cá biển. Lòng cá ong béo nhưng không ngán vì vị hơi nhân nhẫn đắng để khắc chế vị ngậy của mỡ, của gan cá đặc biệt là chất béo đặc trưng của mỡ cá. Cá căn rất giàu omega 3, protein cùng nhiều khoáng chất tốt cho sức khỏe và quá trình phát triển ở trẻ em.
Ở Miền Trung Việt Nam, Cá ong gồm hai loại là cá ong căn và cá ong bầu.
- Cá ong bầu dài khoảng 10 – 12 cm, ngang cỡ ba ngón tay nhưng tròn lẳn, bụng căng như có bầu mà nên cái tên là cá ong bầu, cá ong căng mình có sọc vàng đen. thịt cá trắng phau như thịt ếch, dai và ngọt
- Cá ong căng thì dài hơn khoảng 12 – 18 cm nhưng đầu to hơn cá ong bầu, cá ong căng mình có sọc màu trắng đen.

## Giá trị
Cá ong có giá trị đắt hơn cá biển nhiều nhưng vẫn được nhiều người ưa chuộng và sản lượng khai thác không đủ để cung cấp cho nhu cầu của dân địa phương. Đây cũng được xem là loại thực phẩm tốt dành cho những người béo phì. Cá ong chỉ cần rửa sạch đánh vảy, đặc biệt bộ lòng cá thì phải để lại. Cá ong bầu nướng mộc rất thơm. Đặc biệt là cá ong rất thích hợp với dưa hồng. 
Dân gian có câu:
Ong, hương, hanh múi, ngạnh nguồn
Cá dìa, lệch núi chẳng nhường thịt heo.
và câu:
Cá ong nấu với dưa hồng
Lờ đờ có kẻ mất chồng như chơi
Những ngày đông, dọc các làng chài miền Trung, ngư dân thường đánh bắt được mùa cá ong. Khác với những loại cá khác ở khơi xa, cá ong được đánh bằng lưới đơn trên những chuyến ghe nhỏ gần bờ vì biển động không thể ra khơi. Ngư dân được mùa cá ong, họ cứ xem như cả làng được lộc. Một trong các món ăn dân dã của Nghĩa An, Tư Nghĩa, Quảng Ngãi là món cá căn nấu ngọt. Món cá căn nấu ngọt phải thưởng thức lúc còn nóng mới cảm nhận hết cái hương vị đậm đà, đặc trưng của món ăn. Bí quyết để món cá căn nấu ngọt giữ nguyên hương vị là chỉ được nêm muối hột (muối sống) dã với ớt chứ không được nêm thêm bất cứ gia vị nào.
Bên cạnh đó, cá căn có nhiều cách chế biến, có thể hấp cách thủy với thịt heo ba chỉ cùng kim châm nấm mèo để cuốn bánh tráng, hoặc kho ngọt. Đặc biệt cá căn nấu canh với dưa hồng được cho là ngon, khi nấu, cần làm cá thật sạch, móc hết ruột bỏ đi. Bắc nồi nước lên bếp đun sôi rồi thả cá vào, lấy ít muối sống giã với ớt xanh cho tiếp vào nồi. Khi thấy cá gần chín, trút dưa hồng đã gọt vỏ, thái mỏng vào, đợi nước sôi lại thì tắt bếp. Múc canh ra tô, rắc thêm ít tiêu và hành ngò lên bề mặt để tô canh dậy mùi thơm. Canh cá căn dưa hồng thưởng thức lúc còn nóng.

## Hình ảnh

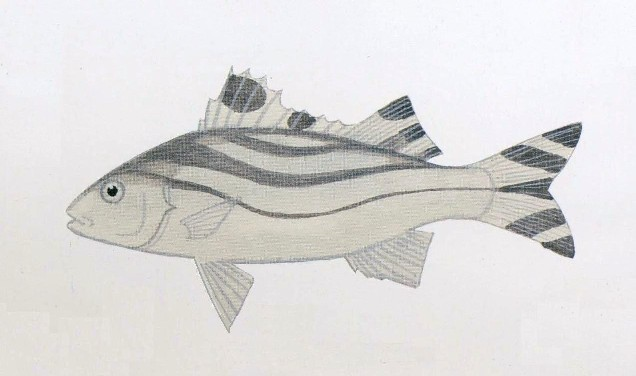
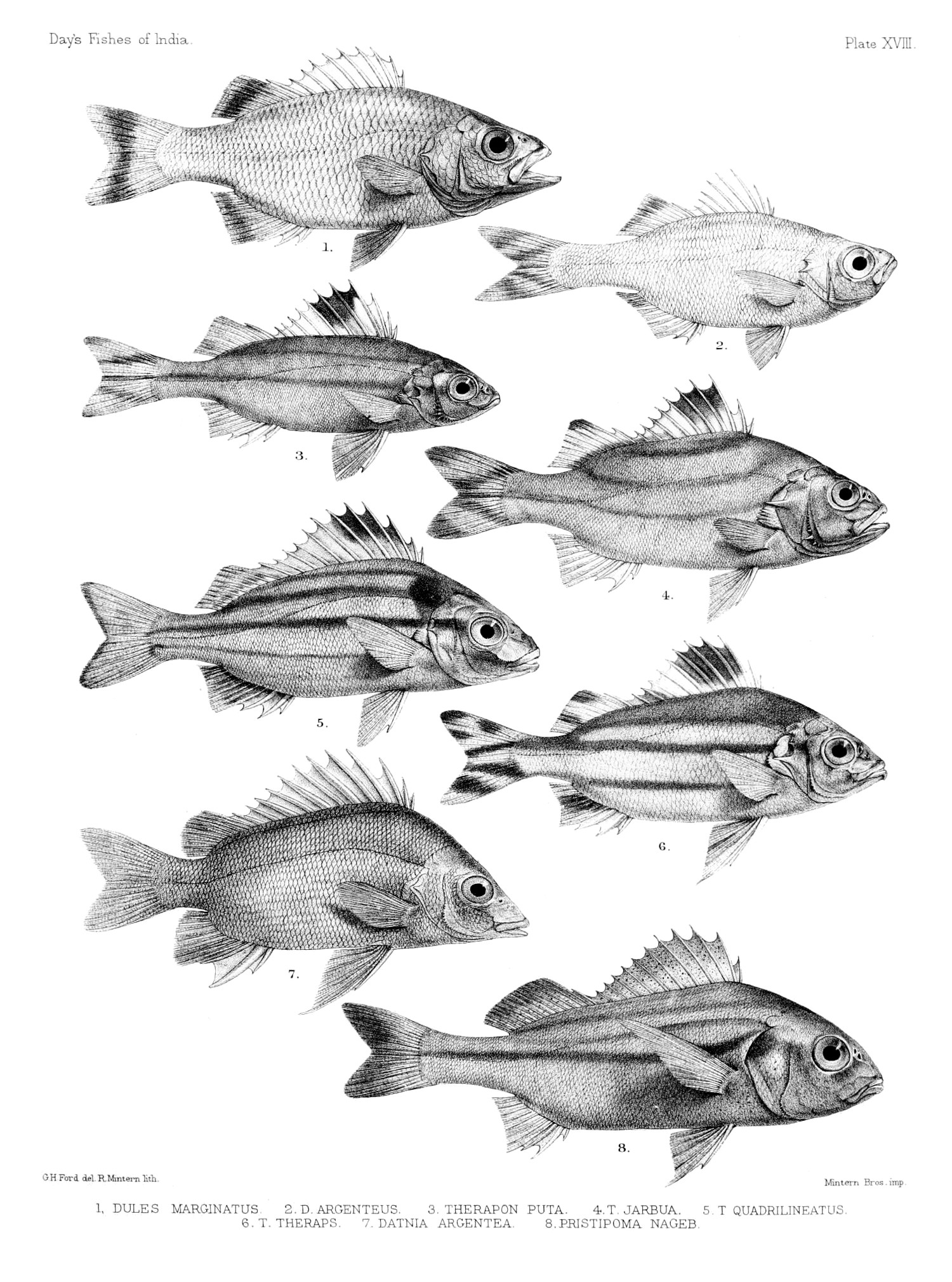
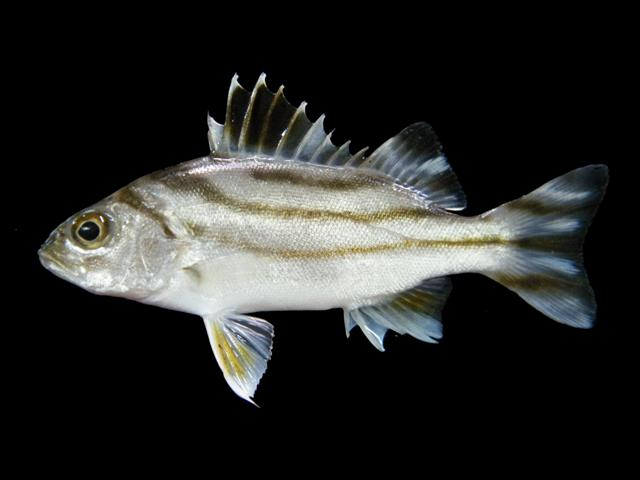